# Pilemia inarmata
Pilemia inarmata är en skalbaggsart som först beskrevs av Holzschuh 1984.  Pilemia inarmata ingår i släktet Pilemia och familjen långhorningar. Inga underarter finns listade i Catalogue of Life.